# オーヴェルニュ (駆逐艦)
オーヴェルニュ（フランス語：Auvergne, D654）は、フランス海軍のアキテーヌ級駆逐艦5番艦。アキテーヌ級はFREMM計画の一環として開発された。

## 開発と設計
当初の計画では、17隻のFREMMで9隻のデスティエンヌ・ドルヴ級通報艦および9隻のトゥールヴィル級駆逐艦およびジョルジュ・レイグ級駆逐艦を更新する予定だった。2005年11月、フランスは開発と最初の8隻の船体に対して35億ユーロの契約を締結し、さらに9隻のオプションとして29億5000万ユーロを2回に分けて支払うと発表した（合計17隻）。
財政的な理由から2005年にフォルバン級駆逐艦の3番艦および4番艦の建造がキャンセルされたことから、FREMMの防空派生型のFREDAの要件が提示され、DCNSがいくつかの提案を行った。計画されていた17隻のFREMMのうち、最後の2隻はFREDA仕様で建造されるものと予想されていたが、2008年までの計画は11隻のFREMM（ASW派生型9隻とFREDA派生型2隻）に削減され、コストは87億5000万ユーロ（2013会計年度）となった。11隻のコストは、2014会計年度には1隻あたり6億7000万ユーロで、開発費を含めると8億6000万ユーロとなった。2015年には、ASW派生型の総数はさらに削減され、プロヴァンスを含めて6隻となった。

## 建造と艦歴
オーヴェルニュは、複数の欧州の海軍で運用されることを目的としてFREMM計画として知られるイタリアとフランスの共同計画の一環として開発された。同艦の建造は2012年に開始され、2015年9月2日に進水し、2018年に就役した。
ロシアのウクライナ侵攻直前の2021年末から2022年初頭にかけて、オーヴェルニュはブルガリアおよびNATO海軍との演習のために黒海に展開した。オーヴェルニュは敵対行為が勃発する前に黒海を離れた。
当初はトゥーロンを母港としていたが、2022年12月にブレストの海軍基地に移転した。

## ギャラリー
オーヴェルニュの画像
- 2017年11月18日、フリーマントルのオーヴェルニュ
- 米空母ニミッツおよびフリゲート ジャン・バールとオーヴェルニュ
- オーヴェルニュに着艦するフランス海軍海軍航空隊のNH90ヘリコプター